# 소마 (감비아)

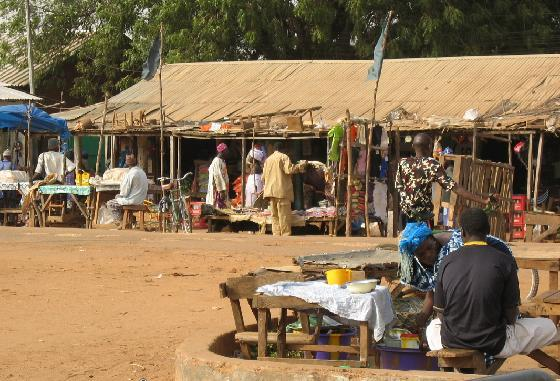

소마(Soma)는 감비아 중부에 위치한 마을로, 행정 구역상으로는 로어리버구에 속하며 감비아강 남안과 접한다. 인구는 10,281명(2010년 기준 추산)이며 감비아를 동서로 횡단하는 고속도로인 트랜스감비아 하이웨이가 지나가는 교통의 요충지이다.